# Эбелях (село)
Эбеля́х (якут. Эбэлээх) — село в Анабарском улусе Якутии, входит в состав Саскылахского национального наслега.

## География
Село расположено на северо-западе Якутии, за Северным полярным кругом, на правом берегу реки Анабар, на расстоянии 160 к югу от села Саскылах. Абсолютная высота — 79 м над уровнем моря, административного центра улуса.

## История
Село было основано в 1980 году. В 1999—2007 годах в Эбеляхе действовал Анабарский горно-обогатительный комбинат.

## Население
| 2002 | 2010 | 2021 |
| ---- | ---- | ---- |
| 988  | ↘36  | ↘0   |